# Campionati mondiali di bob 1996
I Campionati mondiali di bob 1996, quarantaseiesima edizione della manifestazione organizzata dalla Federazione Internazionale di Bob e Skeleton, si sono disputati a Calgary, in Canada, per le sole gare maschili, sulla Pista del Canada Olympic Park, il tracciato sul quale si svolsero le competizioni del bob e dello slittino ai Giochi di Calgary 1988. La località canadese ha quindi ospitato le competizioni iridate per la prima volta nel bob a due uomini e nel bob a quattro.
L'edizione ha visto dominare la Germania che si aggiudicò entrambe le medaglie d'oro in palio e un totale di tre sulle sei disponibili. I titoli sono stati infatti vinti nel bob a due uomini da Christoph Langen e Markus Zimmermann e nel bob a quattro da Christoph Langen, Markus Zimmermann, Sven Rühr e Olaf Hampel.

## Risultati

### Bob a due uomini
Campioni in carica erano i tedeschi Christoph Langen e Olaf Hampel, con Langen che riconfermò il titolo per la terza volta consecutiva dopo i successi di Winterberg 1995 e Igls 1993 ma stavolta in coppia con Markus Zimmermann, al suo secondo alloro nel bob a due e a cinque anni dalla sua prima affermazione, colta ad Altenberg 1991 con Rudi Lochner. Al secondo posto si sono piazzati gli atleti di casa Pierre Lueders e Dave MacEachern, con Lueders che bissò l'argento ottenuto nell'edizione del 1995, davanti agli svizzeri Reto Götschi e Guido Acklin, entrambi alla loro prima medaglia mondiale nella specialità biposto.
| Pos. | Atleti                             | Nazione  |
| ---- | ---------------------------------- | -------- |
|      | Christoph Langen Markus Zimmermann | Germania |
|      | Pierre Lueders Dave MacEachern     | Canada   |
|      | Reto Götschi Guido Acklin          | Svizzera |

### Bob a quattro
Campione mondiale in carica era il quartetto tedesco composto da Wolfgang Hoppe, René Hannemann, Ulf Hielscher e Carsten Embach, giunto al traguardo in terza posizione ma con Thorsten Voss, che replicò il bronzo di Winterberg 1995, e Sven Peter al posto di Hannemann e Hielscher. Il titolo è stato pertanto conquistato dall'equipaggio formato dai connazionali Christoph Langen, Markus Zimmermann, Sven Rühr e Olaf Hampel, con Langen al suo primo titolo vinto da pilota dopo il successo ottenuto ad Altenberg 1991 come frenatore della formazione allora guidata proprio da Hoppe, davanti alla formazione svizzera composta da Marcel Röhner, Markus Wasser, Thomas Schreiber e Roland Tanner, tutti alla prima medaglia iridata di specialità.
| Pos. | Atleti                                                     | Nazione  |
| ---- | ---------------------------------------------------------- | -------- |
|      | Christoph Langen Markus Zimmermann Sven Rühr Olaf Hampel   | Germania |
|      | Marcel Röhner Markus Wasser Thomas Schreiber Roland Tanner | Svizzera |
|      | Wolfgang Hoppe Thorsten Voss Sven Peter Carsten Embach     | Germania |

## Medagliere
| Posizione | Nazione  | Oro | Argento | Bronzo | Totale |
| --------- | -------- | --- | ------- | ------ | ------ |
| 1         | Germania | 2   | 0       | 1      | 3      |
| 2         | Svizzera | 0   | 1       | 1      | 2      |
| 3         | Canada   | 0   | 1       | 0      | 1      |
| Totale    | Totale   | 2   | 2       | 2      | 6      |